# Thomas Bilson (MP)
Thomas Bilson (1655-1692) foi um membro do parlamento (MP) de Inglaterra por Petersfield durante o final do século XVII.
O pai de Bilson, Leonard, foi o MP da cidade de 1667 a 1681. Ele foi admitido no Lincoln's Inn em 1673. Em 1678 ele casou-se com Susannah, nascida Legg.